# Damon Jones
Pour les articles homonymes, voir Jones.
Damon Darron Jones, né le 25 août 1976 à Galveston dans le Texas, est un ancien joueur américain de basket-ball. Il a évolué en National Basketball Association de 1998 à 2009.

## Biographie
En douze saisons passées sur les parquets de la NBA et pas moins de dix clubs différents dans lesquels il a côtoyé des joueurs tels que Shaquille O'Neal, Dwyane Wade ou LeBron James, il prend officiellement sa retraite à 36 ans, le 2 septembre 2012, et annonce faire désormais partie du staff techniques des Celtics de Boston.

## Vie privée
Damon Jones a un fils qu'il a eu avec la joueuse de WNBA Tina Thompson.

## Équipes
- 1994-1997 :  Cougars de Houston (NCAA).
- 1997-1998 :  Black Hills Posse (IBL).
- 1998 :  Barracudas de Jacksonville (USBL).
- 1998 : Trotamundos de Carabobo.
- 1998-1999 :  Idaho Stampede (CBA).
- 1999 :  Nets du New Jersey (NBA).
- 1999 :  Celtics de Boston (NBA).
- 1999 :  Warriors de Golden State (NBA).
- 2000 :  Mavericks de Dallas (NBA).
- 2000 :  SunDogs Gulf Coast (USBL).
- 2000-2001 :  Grizzlies de Vancouver (NBA).
- 2001-2002 :  Pistons de Détroit (NBA).
- 2002-2003 :  Kings de Sacramento (NBA).
- 2003-2004 :  Bucks de Milwaukee (NBA).
- 2004-2005 :  Heat de Miami (NBA).
- 2005-2008 :  Cavaliers de Cleveland (NBA).
- 2008-2009 :  Bucks de Milwaukee (NBA).
- 2009 :  NSB Napoli (LegA).
- 2010 :  Piratas de Quebradillas.
- 2011 :  Bucaneros de La Guaira.
- 2012 :  Reno Bighorns (NBDL).

## Palmarès
En franchise
- Finales NBA contre les Spurs de San Antonio en 2007 avec les Cavaliers de Cleveland.
- Champion de la Conférence Est en 2007 avec les Cavaliers de Cleveland.
- Champion de la Division Centrale en 2002 avec les Pistons de Détroit.
- Champion de la Division Pacifique en 2002 avec les Kings de Sacramento.
- Champion de la Division Sud-Est en 2005 avec le Heat de Miami.

Champion en 2016, en tant qu'entraineur assistant avec les Cavaliers de Cleveland.